# Karoline Dyhre Breivang
Karoline Dyhre Breivang (Oslo, 10 maggio 1980) è un'ex pallamanista norvegese.
Con la maglia della nazionale norvegese ha vinto l'oro olimpico ai Giochi di Pechino 2008 e di Londra 2012.

## Palmarès

### Club
- EHF Champions League: 1

Larvik: 2010-2011
- Coppa delle Coppe EHF: 1

Larvik: 2007-2008
- Campionato norvegese: 11

Larvik: 2006, 2007, 2008, 2009, 2010, 2011, 2012, 2013, 2014, 2015, 2016, 2017
- Coppa di Norvegia: 9

Larvik: 2006, 2007, 2009, 2010, 2012, 2013, 2014, 2015, 2016, 2017

### Nazionale
- Oro olimpico: 2

Pechino 2008
Londra 2012
- Campionato mondiale

 Oro: Brasile 2011
 Argento: Francia 2007
 Bronzo: Cina 2009
- Campionato europeo

 Oro: Ungheria 2004
 Oro: Svezia 2006
 Oro: Macedonia 2008
 Oro: Danimarca-Norvegia 2010
 Oro: Croazie-Ungheria 2014
 Argento: Serbia 2012

### Individuale
- Migliore sportiva norvegese in sport di squadra: 1

2011